# Provincia di Nakhon Ratchasima
Nakhon Ratchasima è una provincia della Thailandia facente parte del gruppo regionale della Thailandia del Nordest. Si estende per 20.494 km², ha 2.563.321 abitanti ed il capoluogo è il distretto di Mueang Nakhon Ratchasima. È la provincia più estesa dello Stato ed è anche la più popolosa dopo la città di Bangkok. La città principale è Nakhon Ratchasima.
All'interno del distretto di Pak Chong si trova la riserva Thai Elephant Center for Conservation, nella quale si pratica pet therapy con gli elefanti.

## Geografia antropica

### Suddivisioni amministrative
La provincia è suddivisa in 32 distretti (amphoe), che a loro volta si suddividono in un totale di 263 sottodistretti (tambon) e 3743 villaggi (muban).
| Map of Amphoe | 1. Mueang Nakhon Ratchasima 2. Khon Buri 3. Soeng Sang 4. Khong 5. Ban Lueam 6. Chakkarat 7. Chok Chai 8. Dan Khun Thot 9. Non Thai 10. Non Sung 11. Kham Sakaesaeng 12. Bua Yai 13. Prathai 14. Pak Thong Chai 15. Phimai 16. Huai Thalaeng 17. Chum Phuang 18. Sung Noen 19. Kham Thale So 20. Sikhio 21. Pak Chong 22. Nong Bun Mak 23. Kaeng Sanam Nang 24. Non Daeng 25. Wang Nam Khiao 26. Thepharak 27. Mueang Yang 28. Phra Thong Kham 29. Lam Thamenchai 30. Bua Lai 31. Sida 32. Chaloem Phra Kiat |